# دیدیکا
دیدیکا (انگلیسی: Dedica) شرکت مهمان‌نوازی ایتالیایی است، که در سال ۲۰۱۸ تأسیس شد.